# Уиттакер, Рори
Ро́ри Уи́ттакер (англ. Rory Whittaker; 10 августа 2007, Эдинбург) — шотландский футболист, правый защитник клуба «Хиберниан».

## Клубная карьера
Уроженец Эдинбурга, Рори выступал за футбольные академии местных клубов «Спартанс» и «Хиберниан». В августе 2023 года подписал свой первый профессиональный контракт с клубом. 23 сентября 2023 года дебютировал в шотландском Премьершипе, выйдя на замену в матче против клуба «Сент-Джонстон». В возрасте 16 лет и 44 дней стал самым молодым игроком в истории клуба «Хиберниан».

## Карьера в сборной
В сентябре 2022 года дебютировал в составе сборной Шотландии до 16 лет. В августе 2023 года дебютировал за сборную Шотландии до 17 лет